# 김경하 (야구인)
김경하(1970년 10월 10일 ~ )은 전 KBO 리그의 외야수이며 데뷔 첫 해인 1993년에는 주전인 노찬엽이 같은 해 5월 해태 양승철에게 머리에 맞는 사구를 당한 부상 때문에 공이 두 개로 보이는 후유증을 보여 중견수 자리에 공백이 생겨  주전 자리를 꿰찼지만 그 이후에는 방위 복무 등 여러 가지 사정 때문에 설 자리를 잃었고 결국 1996년 6월 29일 송인호와의 맞트레이드를 통해 해태 유니폼을 입었으나 딱히 좋은 성과를 얻지 못하여 같은 해 말에 은퇴했다.

## 출신학교
- 1986년 ~ 1989년 : 신일고등학교
- 1989년 ~ 1993년 : 고려대학교 (1989학번)